# Afonso Monaco
Afonso Alves Monaco (São Paulo, 7 de novembro de 1945 – São Paulo, 12 de abril de 2024) foi um jornalista e repórter brasileiro. Teve uma carreira de mais de 50 anos no jornalismo brasileiro.

## Carreira
Primogênito dos três filhos de um alfaiate de ascendência italiana e de uma dona de casa, nascido e criado no bairro paulistano da Mooca, Afonso iniciou sua trajetória profissional como químico em grandes laboratórios nos anos 1970. Também cursou ciências sociais na Universidade de São Paulo. Foi lá que se interessou pelo jornalismo.
O jornalista teve uma carreira notável na televisão e jornalismo. Além de ter trabalhado anos na TV Record, o repórter marcou  presença em  programas de grande visibilidade como Fantástico e Globo Rural, ambos da TV Globo. O jornalista também passou pela Rede Bandeirantes, onde trabalhou por mais de 10 anos. Com mais de 50 anos de carreira, ele participou de várias coberturas importantes, como a investigação do desaparecimento da menina Madeleine McCann em Portugal em 2007. Nos seus últimos 20 anos trabalhou no Domingo Espetacular. Estava ausente dos trabalhos devido os problemas de saúde.

## Morte
Afonso Monaco morreu aos 78 anos em 12 de abril de 2024 em São Paulo, vítima de um câncer.